# كأس العالم للأندية لكرة السلة 1986
كأس العالم للأندية لكرة السلة 1986  هو الموسم 19 من  كأس القارات لكرة السلة. أشرف على تنظيمه الاتحاد الدولي لكرة السلة، وكان عدد الأندية المشاركة فيه  8، وفاز فيه زالغيريس لكرة السلة.